# 溫古知新
溫古知新，是臺灣男歌手兼唱作人張宇的第七張專輯，在1997年11月30日發行，又名<<一個人的天荒地老>>
1997年－【溫古知新】由喜得製作，EMI發行。
- 01.一個人的天荒地老

- 02.回心轉意

- 03.陪你到天亮

- 04.只想遇到一個人

- 05.揮霍寂寞

- 06.沙漠海

- 07.愛到這樣

- 08.我站在屋頂吹風

- 09.我被情傷

- 10.囚鳥

- 11.永遠袂凍親像你

- 12.一個人的天荒地老（音樂盒版）

## 所獲獎項
- 新城997金心情歌頒獎典禮"國語金心情歌金獎"-『一個人的天荒地老』